# São Pedro da Cadeira
São Pedro da Cadeira ist ein Ort und eine Gemeinde im mittleren Portugal.

## Geschichte
São Pedro da Cadeira wird seit der zweiten Hälfte des 17. Jahrhunderts als eigenständige Gemeinde geführt.
Während der britisch-portugiesischen Verteidigung gegen die Napoleonische Invasion 1810 wurden in der Gemeinde São Pedro da Cadeira Stellungen der ersten Verteidigungslinie der Linien von Torres Vedras angelegt. Einige dieser Stellungen und Befestigungen sind erhalten geblieben, zehn von ihnen stehen heute unter Denkmalschutz.
1926 verlor die Gemeinde einen großen Teil ihres Gebietes durch Ausgliederung der neugeschaffenen Gemeinde Silveira.

## Verwaltung
São Pedro da Cadeira ist Sitz einer gleichnamigen Gemeinde (Freguesia) im Kreis (Concelho) von Torres Vedras im Distrikt Lissabon. In ihr leben 5217 Einwohner (Stand 19. April 2021).
Folgende Ortschaften, Ortsteile und Plätze liegen in der Gemeinde:
| - Aranha - Assenta - Azenha Velha - Barrocas - Bececarias - Cambelas - Camila - Carrascais - Carvalhais - Casais Miguéis - Casal Costa - Casal da Alquiteira - Casal da Amoreira | - Casal da Barreira Vermelha - Casal da Cartaxeira - Casal da Granja - Casal da Granja Pequena - Casal da Junqueira - Casal da Mimosa - Casal da Pedreira - Casal das Covas - Casal do Barro - Casal do Paço - Casal do Porto Rio - Casal dos Coxos - Casal Pendão | - Casal Pinheiro - Casal Poço Mogo - Coutada - Escravilheira - Feiteira - Figueiras - Formigal - Foz - Gentias - Pedra Pequena - Portela de Belmonte - Quinta da Granja - São Pedro da Cadeira - Soltaria |